# Adolphus Vorstius

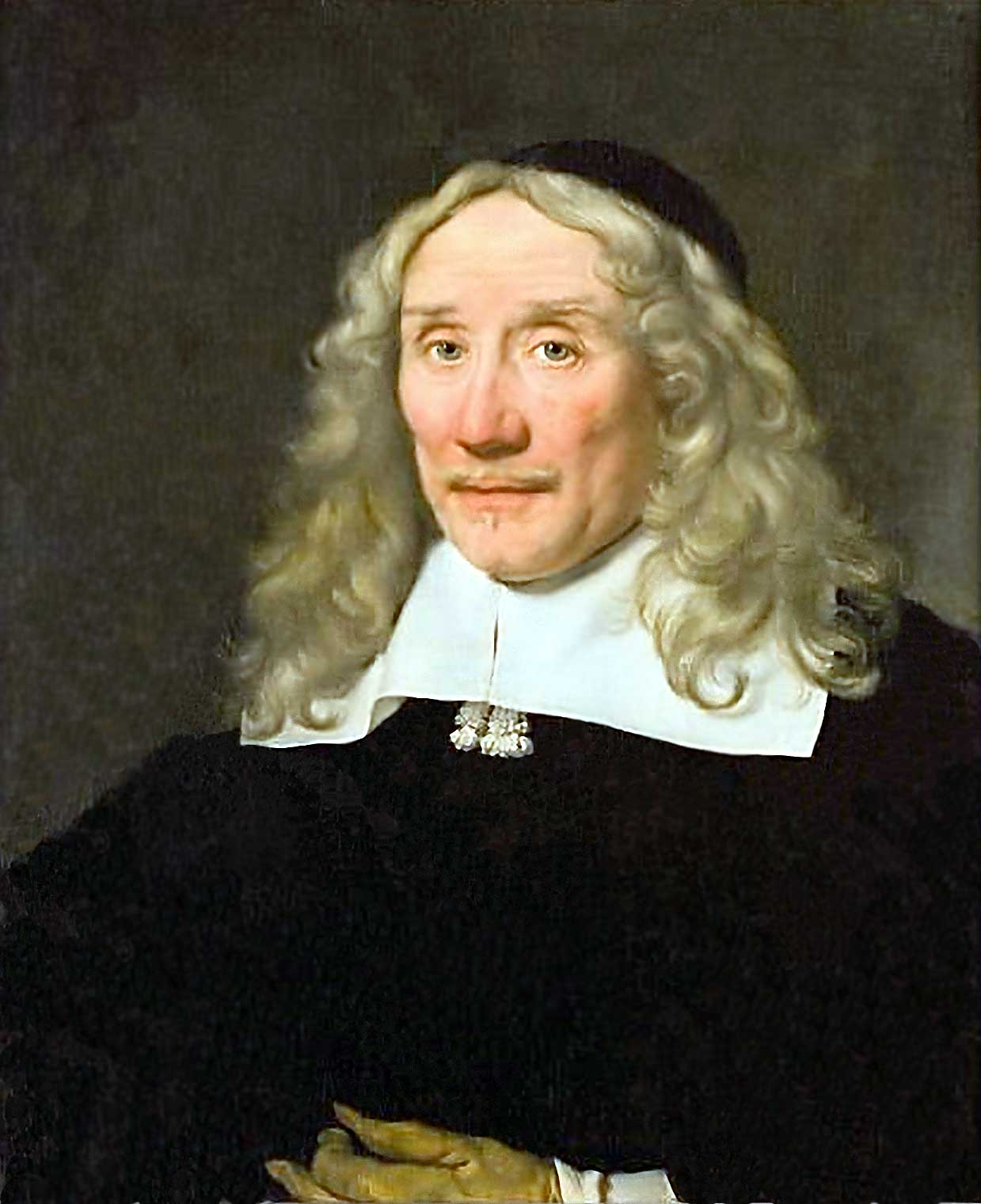
Adolphus Vorstius

Adolphus Vorstius (auch: Vorst, Voorst; * 18. November 1597 in Delft; † 9. Oktober 1663 in Leiden) war ein niederländischer Mediziner und Botaniker.

## Leben
Nachdem der Sohn des Aelius Everhardus Vorstius und dessen Frau Getraut die Lateinschule in Leiden besucht hatte, schrieb er sich 1612 als Student in die Matrikel der dortigen Universität ein. Hier erlernte er unter Henricus Bredius (–1621) und Bonaventura Vulcanius die griechische Sprache und studierte die Schriften von Homer und Lucianus. Dabei besuchte er auch die Vorlesungen von Petrus Cunaeus, Daniel Heinsius und beschäftigte sich bei Thomas Erpenius (1584–1624) mit der arabischen Sprache. Diese Sprachstudien dienten dazu, seine Möglichkeiten im Studium der Botanik zu erweitern. Auch absolvierte er die damals üblichen Studien wie Musik, Zeichnen und Naturkunde.
Nachdem er unter Gilbert Jacheus (1578–1628) eine Disputatio de Motu verteidigt hatte, begab er sich nach sieben Jahren auf eine Kavaliersreise. Diese führte ihn an belgische, englische, französische und italienische Hochschulen. Nach weiteren Studien bei Paul Reneaulme in Blois promovierte er an der Universität Padua unter Adriaan van den Spiegel am 20. August 1622 zum Doktor der Medizin. Zurückgekehrt in die Heimat, erhielt er von dem Regenten Moritz von Oranien eine Berufung als außerordentlicher Professor der Medizin an die Universität Leiden; dieses Amt trat er am 10. Februar 1624 an.
Am 13. Mai 1625 wurde er ordentlicher Professor der Medizin und Botanik, womit die Leitung des Hortus Botanicus verbunden war. Für diesen fertigte er einen Katalog, der den kontinuierlichen Zuwachs des botanischen Gartens erfasste. Zudem beteiligte er sich auch an den organisatorischen Aufgaben der Leidener Hochschule und war in den Jahren 1636, 1652 und 1660 Rektor der Alma Mater. Ein Steinleiden beendete im zweiundsechzigsten Lebensjahr sein Leben.
Aus seiner im Oktober 1626 geschlossene Ehe mit Katharina van der Meulen († 1652), der Tochter des Daniel van der Meulen und der Esther de la Faille, stammen einige Kinder. Man kennt den Sohn Eberhard.

## Werke
- Recognitio versionis Ioannis Obsapaei aphorismorum Hippocratis. Leiden 1628.
- Oratio funerbis in obitum Gilberti Iacchaei cum variorum epicediis. Leiden 1628.
- Oratio funerbis recitata in exequiis Petri Cunai. Leiden 1638.
- Catalogus plantarum horti Academici Lugdono-Bataui, quibus in instructus erat anno 1642. Accessit index plantatum indigenarum, quae prope Lugdunum in Batauis nascuntur. Leiden 1643.
- Oratio funerbis in excessum Claudii Salmasii habita. Leiden 1652.
- Harangue funèbre sur la mort de l’imcomparable Claude de Soumaize. Leiden 1663 (books.google.de).

Daneben führt eine Vielzahl von Disputationen, die durch seinen Lehrbetrieb entstanden waren, seinen Namen.

## Weblink
- Vorstius im Professorenkatalog der Universität Leiden

| Personendaten    | Personendaten                            |
| ---------------- | ---------------------------------------- |
| NAME             | Vorstius, Adolphus                       |
| ALTERNATIVNAMEN  | Vorst, Adolf; Voorst, Adolph             |
| KURZBESCHREIBUNG | niederländischer Mediziner und Botaniker |
| GEBURTSDATUM     | 18. November 1597                        |
| GEBURTSORT       | Delft                                    |
| STERBEDATUM      | 9. Oktober 1663                          |
| STERBEORT        | Leiden                                   |